# César Trómpiz
César Gabriel Trómpiz Cecconi (Puerto Ordaz, estado Bolívar, Venezuela; 4 de septiembre de 1986) es un abogado y político venezolano que actualmente ocupa el alto cargo de embajador de Venezuela en Bolivia desde octubre de 2021. Aparte, se desempeñó como rector de la Universidad Bolivariana de Venezuela (UBV) de 2018 a 2020, además de otros cargos durante la presidencia de Hugo Chávez y Nicolás Maduro.

## Biografía
Ha tenido trayectoria como empleado en distintas funciones durante los Gobiernos de Hugo Chávez y Nicolás Maduro Moros, y como dirigente del Partido Socialista Unido de Venezuela. 
Durante el gobierno de Hugo Chávez fue Comisionado Presidencial para el Poder Popular Estudiantil, entre 2007 y 2008, y director de Despacho del Ministerio del Poder Popular para la Educación Universitaria en 2010. 
En el período del gobierno del presidente Nicolás Maduro, ha sido viceministro de Agenda y Asesoría Presidencial del Ministerio del Seguimiento y Control de la Gestión de Gobierno (2014-2017), Presidente Encargado de la Fundación Gran Mariscal de Ayacucho entre 2014 y 2020, y rector de la Universidad Bolivariana de Venezuela entre 2018 y 2020. Durante su gestión como Ministro de Educación Universitaria recibió acusaciones por parte de los rectores de las universidades autónomas por violar la autonomía universitaria. En varias ocasiones intentó visitar la Universidad Central de Venezuela y fue rechazo por los estudiantes, al considerarlo persona no grata.
Integró la Comisión Intergubernamental de Alto Nivel (CIAN) Rusia-Venezuela entre los años 2015 y 2019 y fue parte de las Delegaciones Presidenciales que acompañaron a Nicolás Maduro durante sus visitas de Estado, en el año 2015, a China, Rusia, Arabia Saudita, Catar, Irán y Argelia.
Ha colaborado como columnista del Correo del Orinoco y "Moral Bolivariana". Participó del Foro Social Mundial, realizado en Caracas en 2006 y el Festival Mundial de la Juventud y los Estudiantes, realizado en 2005. Fue vocero del Consejo de Movimientos Sociales en la VI Cumbre de Presidentes del ALBA, en 2008, y en la Cumbre de Movimientos Sociales ALBA TCP, realizada en Bolivia en 2009.